# Nenga macrocarpa
Nenga macrocarpa là loài thực vật có hoa thuộc họ Arecaceae. Loài này được Scort. ex Becc. mô tả khoa học đầu tiên năm 1889.